# Mequitta Ahuja
Mequitta Ahuja est une artiste peintre contemporaine américaine, d'ascendance afro-américaine et indienne (des Indes) , née en 1976 à Grand Rapids (Michigan).

## Biographie

### Jeunesse et formation
Mequitta Ahuja est la fille d'une Afro-Américaine de Cincinnati et d'un père indien de New Delhi,  qui a émigré aux États-Unis à ses 20 ans. Cette double ascendance est l'une de ses inspirations.
Après avoir obtenu son Bachelor of Fine Arts (Licence des beaux arts) en 1998 au Hampshire College d'Amherst, elle soutient avec succès un Master of Fine Arts (troisième cycle des Beaux arts) de l’Université de Chicago, en 2003. À l'université de Chicago elle suit les cours de Kerry James Marshall, 
Elle est acceptée en résidence artistique pour un an (2009-2010) au Studio Museum de Harlem, puis en résidence artistique, de septembre 2011 à mai 2012, au Maryland Institute College of Art (en) de Baltimore.
Elle qualifie son œuvre d'« Automythographie »,.
Ses œuvres sont dans de nombreuses collections publiques : Philadelphia Museum of Art, Ulrich Museum, KS, Museum of Fine Arts Houston, U.S. State Department’s Mumbai, India offices, Cleveland Clinic.

## Expositions

### Expositions personnelles (selection)
- 2005 : "Dancing on the Hide of Shere Khan 12X12", au Museum of Contemporary Art de Chicago[11],[12]
- 2007 : "Encounters", à la galerie BravinLee Programs de New York[13],
- 2008 : "Flowback" au Lawndale Art Center (en) de Houston[14],[15]
- 2009 : "Automythography" à la galerie BravinLee Programs, de New York[13],
- 2010 : "Automythography II" à la galerie de Nathalie Obadia de Paris[16],
- 2010 : "Automythography II" au Contemporary Art house d'Austin
- 2013 : "Automythography III", à la Thierry Golberg Gallery, de New York
- 2014 : "Automythography" au Dodd Contemporary Art Center de Athènes
- 2018 : "Notations", à la galerie Tiwani Contemporary de Londres[17]

### Expositions collectives (sélection)
- 2004 : Maryland Institute College of Art de Baltimore, Conservateur : Kerry James Marshall
- 2005 : Contemporary Art Workshop, de Chicago,
- 2005 : Exposition "d’Afrique d’Asie" à la galerie Ethan Cohen Fine Arts de New York[18]
- 2006 : Exposition "Chimaera", au Tenri Cultural Institute de New York[19]
- 2016 : Exposition au Minneapolis Institute of Art à Whittier (en) dans la banlieue de Minneapolis
- 2017 : Exposition "Face to Face" au California African American Museum de Los Angeles
- 2018 : Exposition "The Art World We Want", à la Pennsylvania Academy of the Fine Arts de Philadelphie

## Prix et distinctions
- 2002 : Obtention d'une bourse attribuée par l'Université de l'Illinois au titre de la diversité.
- 2003 : Chicago Civic Arts Foundation Visual Arts Competition, First Place
- 2008 : Lauréate du Artadia Award, Houston
- 2008 : Cornelia and Meredith Long Prize, Inaugural Recipient
- 2009 : Lauréate du Joan Mitchell Award
- 2011 : Lauréate du Louis Comfort Tiffany Award
- 2013 : Lauréate du Maryland Individual Artist Award
- 2015 : Finaliste du Prix Sondheim[20]
- 2018 : Obtention d'une bourse de la Fondation John Simon Guggenheim, catégorie Beaux arts[21], [22], [23].

### Interview
- (en-US) Nicole J. Caruth, « Project Space: Mequitta Ahuja », ...Might Be Good, n°120,‎ 10 avril 2009 (lire en ligne)
- (en-US) Wendy Vogel, « Interview: Mequitta Ahuja », ... Might Be Good, n° 156,‎ 29 octobre 2010 (lire en ligne)
- (en-US) Cara Ober, « An Interview with Mequitta Ahuja About Success, Heartbreak, and a Recent Guggenheim Award », BMOREART,‎ 16 avril 2018 (lire en ligne)
- (en-US) Chris, « Q & A with Mequitta Ahuja », MW Capacity,‎ 22 avril 2010 (lire en ligne)